# Ritratto di Filippo II in armatura
Il Ritratto di Filippo II in armatura è un dipinto realizzato tra novembre del 1550 e marzo del 1551 da Tiziano, attualmente conservato al Museo del Prado di Madrid.

## Storia
Tra il 1549 e il 1551, Tiziano e l'allora principe Filippo II, che nel 1556 divenne re di Spagna, ebbero modo di incontrarsi in due diverse occasioni, a Milano e ad Augusta. Proprio quest'ultimo incontro sarebbe stata l'occasione per la commissione del ritratto in armatura (da non confondere con il dipinto di Filippo II esposto al Museo nazionale di Capodimonte a Napoli, né con quello che si trova nelle collezioni di Palazzo Pitti, a Firenze).
Nel maggio 1551, Filippo inviò a sua zia Maria d'Ungheria una replica - o una seconda versione - della tela, andata in seguito perduta. Secondo quanto riportato da una lettera dello stesso Filippo, il principe non si mostrava completamente soddisfatto con la sua raffigurazione. Sebbene, infatti, avesse apprezzato la regalità della composizione, non era stato convinto a pieno dalla resa del volto, considerata troppo frettolosa. Questa valutazione evidenzia la poca familiarità che Filippo aveva con lo stile della scuola veneziana, di cui Tiziano rappresentava uno dei massimi esponenti.
Dal 1600 il ritratto risultò negli inventari del Real Alcázar di Madrid, mentre nel 1827 fu trasferito al Prado.

### Copie
Oltre alla replica concepita per Maria d'Ungheria (realizzata dallo stesso Tiziano), una copia della tela risalente al XVII secolo si conserva al palazzo La Quinta di Cudillero, nelle Asturie. Secondo taluni, potrebbe trattarsi proprio della copia compiuta da Peter Paul Rubens nel 1628, tenendo anche conto delle numerose tele che il fiammingo produsse copiando i soggetti del pittore veneziano.

## Descrizione
Il dipinto presenta numerosi simboli di maestosità regale, come nel caso della colonna e del mantello in velluto; ma soprattutto spicca la raffinata armatura damascata del principe, dalla qualità superba (tuttora conservata nella Real Armería del Palazzo reale di Madrid). Così come aveva già fatto in precedenza con il Ritratto di Carlo V a cavallo, concepito per il padre Carlo V d'Asburgo, anche in questo caso Tiziano seppe idealizzare la figura di Filippo, conferendole un'aura solenne. 
Nonostante il giudizio non completamente positivo del destinatario dell'opera, quest'ultima è generalmente considerata come un dipinto di altissima qualità e pregio, con una notevole precisione nella resa dei dettagli dell'armatura, al punto da ritenere che le obiezioni del principe siano da riferire alla seconda versione poi inviata alla zia, sicuramente caratterizzata da una pennellata più rapida rispetto alla prima.

## Galleria d'immagini

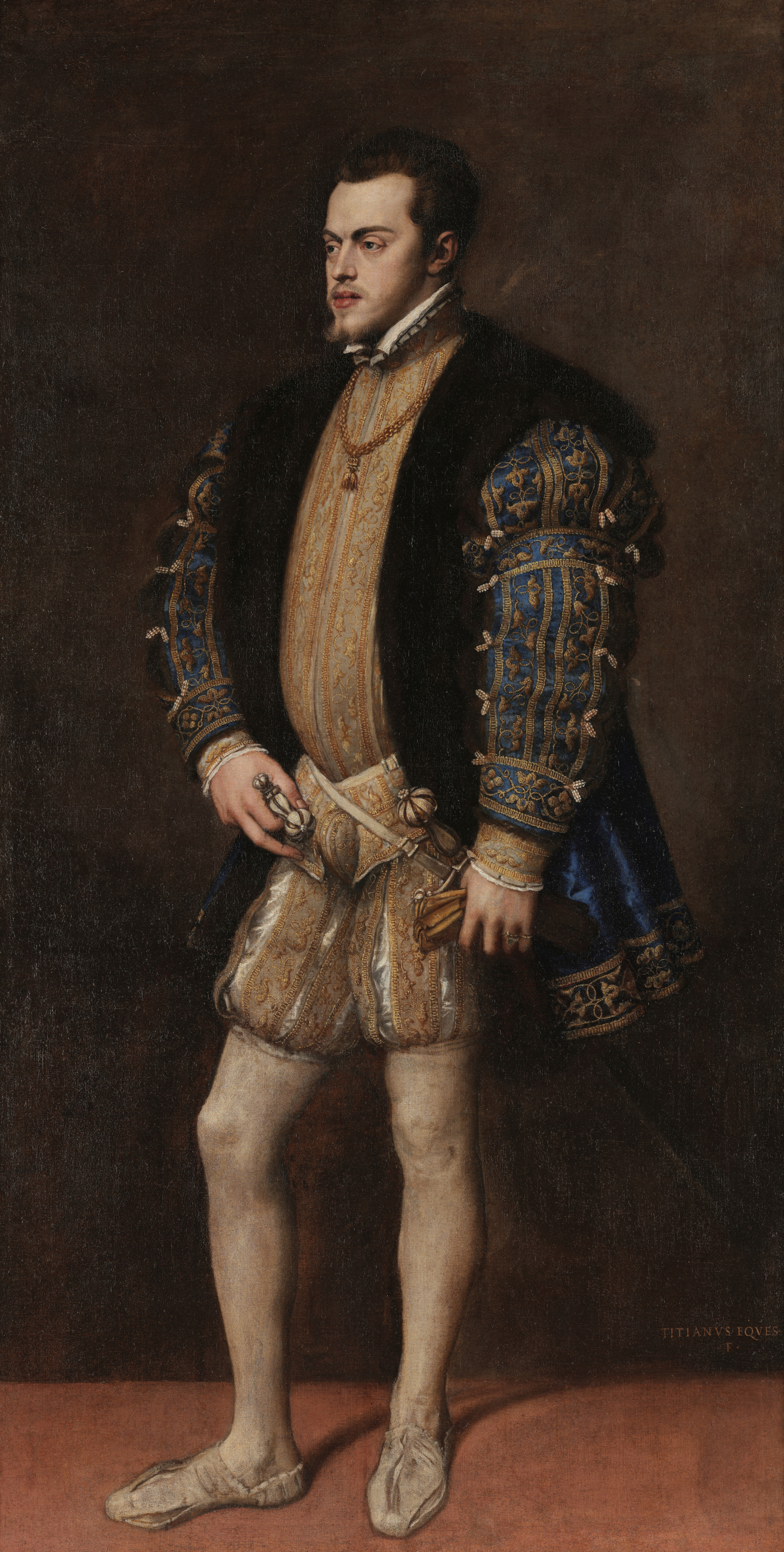
Ritratto di Filippo II, Tiziano, 1551-1554, Napoli, Museo nazionale di Capodimonte.
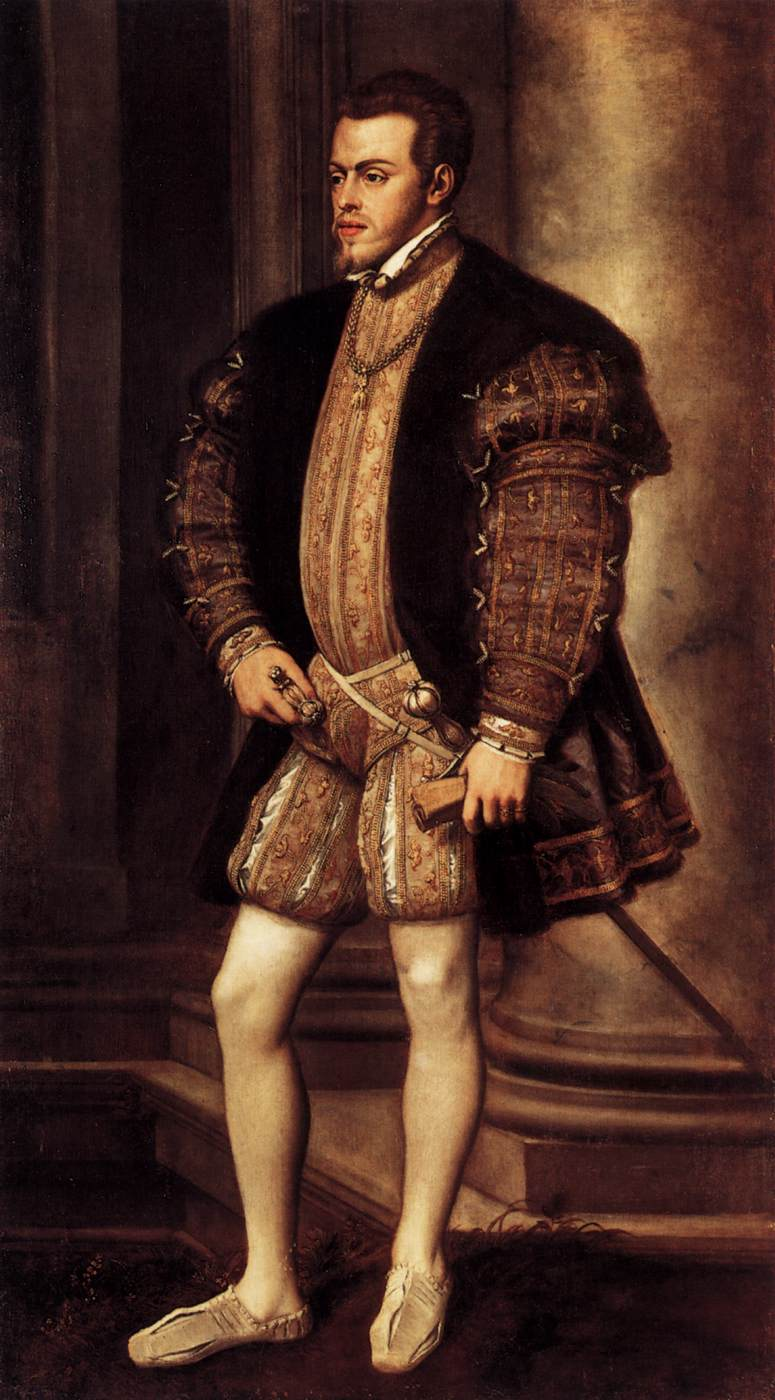
Ritratto di Filippo II, Tiziano, 1554, Firenze, Galleria Palatina.
Ritratto di Carlo V a cavallo, Tiziano, 1548, Madrid, Museo del Prado.